# Erro do Milénio
O erro do milénio é a designação pela qual poderá ficar conhecida a tripla celebração da passagem de ano, de século e de milénio ocorrida de 31 de dezembro de 1999 para 1 de janeiro de 2000.
Este acontecimento foi celebrado duas vezes, a segunda ocorreu na passagem de 2000 para 2001.
Este facto ocorreu porque muitas pessoas foram induzidas em dois erros: o primeiro foi pensarem que 0 é o início de algo e 9 o seu fim. Os primeiros nove algarismos são números simples e o primeiro número “duplo” composto por dois algarismos é o 10, e dá nome ao sistema decimal, mas pela sua configuração as pessoas tendem a associá-lo à segunda dezena (10, 11, 12, etc.), no entanto como o próprio nome indica “dezena” refere-se a uma quantidade de “10”. Assim, a primeira dezena é composta pelo conjunto de números que vai de 1 até 10.
Desta forma o primeiro ano do século XX foi 1901 e o último 2000.
O segundo erro foi terem pensado que o primeiro ano da nossa era terá sido o "ano 0". A verdade é que esse ano nunca existiu no nosso actual calendário (calendário gregoriano nem no anterior: calendário juliano). O conceito de “zero” só surgiu na Europa na Idade Média.
O cálculo da data do nascimento de Jesus, o Cristo, foi efectuado pelo monge Dionísio, o Pequeno a pedido do Papa João I no ano de 525. O monge tendo-se enganado nos cálculos, entre 4 e 6 anos - pois Jesus não terá nascido depois da morte do rei Herodes - estabeleceu o nascimento de Jesus no ano 1.